# Архидам II
Архидам II (др.-греч. Ἀρχίδᾱμος, ион.-атт. Ἀρχίδημος; имя состоит из двух частей — (1) «άρχή», «άρχω» — «править», «руководить», «главенствовать» и (2) «δήμος» — «страна», «территория», «народ», то есть буквально «правитель страны» или «глава народа») — спартанский царь (476/469—427 годы до н. э.) и полководец V века до н. э. из рода Еврипонтидов. Сын Зевксидама и внук царя Леотихида II.
Начало правления Архидама II было ознаменовано разрушительным землетрясением, чем воспользовались подвластные Спарте илоты, подняв восстание. В критической ситуации Архидам принял именно те решения, которые позволили спасти государство.
Наибольшую известность Архидам II получил в качестве главнокомандующего войсками союзного Спарте Пелопоннесского союза против Афин. Изначально царь выступал против войны, так как считал Спарту не готовой к вооружённому противостоянию с Афинским морским союзом. Однако именно он руководил спартанцами во время нескольких походов в Аттику 431—428 годов до н. э. Оценка его действий современными историками разнится. Одни считают их ошибочными, другие — видят в них тонкий расчёт. Архидам оказался тем военачальником, который был способен менять стратегию ведения войны в зависимости от обстоятельств. Сначала он, используя тактику усиливающегося давления, стремился заставить афинян начать мирные переговоры. Не добившись успеха, Архидам вторгся в Аттику. Он надеялся, что сможет вынудить афинян принять сражение, которое закончит войну. Лишь, идущая вразрез с традициями, тактика Перикла спасла афинян от катастрофы. Тем не менее, Архидам сделал всё возможное, чтобы посеять среди афинян недовольство действиями Перикла — политического и военного соперника спартанского царя, максимально ослабить армию врага и его решимость продолжать военные действия. Во время последних походов он стремился показать несостоятельность Афин защитить союзников, а также способствовал антиафинским восстаниям. По имени спартанского царя первый этап Пелопоннесской войны получил название Архидамовой войны.

## Происхождение. Приход к власти
Архидам происходил из царского рода Еврипонтидов. Его отец Зевксидам был сыном царя Леотихида II. После смерти Зевксидама Леотихид женился во второй раз. В этом браке родилась дочь Лампито, которую царь обручил с внуком Архидамом. Близкородственные браки были типичным явлением в семьях спартанских царей. Возможно, таким образом они стремились сохранить накопленное имущество внутри царского дома. Ещё по одной версии, в Спарте при смерти наследника до вступления на престол его дети выпадали из линии наследования. Наследником становился следующий по старшинству сын, либо муж единственной дочери. Чтобы обеспечить царствование внука, Леотихид женил его на своей единственной дочери Лампито. Через деда Леотихида Архидам являлся гостеприимцем-ксеном Перикла. Союз гостеприимства-побратимства проксения была заключена между Леотихидом и отцом Перикла Ксантиппом во время похода союзного флота греков на помощь ионийским грекам к Микале в 479 году до н. э.
В 476 году до н. э. Леотихида поймали на взятке, и он был вынужден бежать из Спарты. Был ли он лишён царского сана после своего полудобровольного изгнания, неизвестно. Павсаний утверждал, что после бегства Леотихида царскую власть принял Архидам. Диодор Сицилийский писал, что Архидам принял власть после смерти Леотихида в 469 году до н. э. Скорее всего Леотихид продолжал официально считаться царём вплоть до своей смерти. Однако вопрос о дате воцарения Архидама в современной историографии является нерешённым.

## Семья
В первом браке со своей сводной тёткой Лампито, которую Плутарх назвал женщиной «замечательной и достойной», родился сын Агис. Он наследовал царский трон после смерти Архидама около 427 года до н. э. Сама Лампито умерла до Архидама. После её смерти царь женился повторно.
Второй женой Архидама стала представительница аристократического рода Эвполия. Брак состоялся около 445 года до н. э. По свидетельству Теофраста, эфоры были недовольны выбором царя из-за малого роста невесты: «ибо она будет рожать нам не царей, а царьков» и наложили на Архидама II штраф. Историк С. Ходкинсон считал женитьбу Архидама на представительнице богатого рода классическим примером династического брака. От Эвполии у Архидама родились сын Агесилай, который стал царём после Агиса, и дочь Киниска. Возможно, Киниска была дочерью Архидама от Лампито.

## Землетрясение в Спарте. Восстание илотов и третья Мессенская война
В 465 году до н. э. в Спарте произошло разрушительное землетрясение. Диодор Сицилийский писал о 20 тысячах погибших. Молодой царь в критической ситуации принял единственно правильное решение: надел доспехи, протрубил сигнал, как будто на город напали, собрал вокруг себя спартиатов с оружием и вывел их за пределы города.
Илоты, которые находились на промежуточном положении между крепостными и рабами, постарались воспользоваться ситуацией. Согласно античным источникам, они даже собрались напасть на столицу. Однако обнаружив, что выжившие спартиаты собраны Архидамом в боеспособное войско, отказались от нападения. Тогда илоты заняли несколько крепостей и укреплённых мест в Лаконике и Мессении. Началась третья Мессенская война.
Война продлилась до 458 или 455 года до н. э. У историков не вызывает сомнение активное участие в ней Архидама. Этим, а именно необходимостью нахождения более опытного полководца дома, в частности, объясняют его отсутствие в походе спартанцев на Дориду и последующей битве при Танагре 457 года до н. э. Возможно, Архидам выступал за мир с Афинами и поэтому в поход отправили другого военачальника.

## Между Третьей Мессенской и Архидамовой войнами
Античные источники практически не упоминают Архидама в контексте событий, которые проходили между окончанием войны Спарты с илотами и начала войны с Афинами в 432—431 годах до н. э. Возможно, он способствовал наведению порядка в Коринфе во время междоусобицы между представителями аристократической и демократической партий.
После разрушительного землетрясения и войны с илотами Архидам реформировал спартанскую армию. Изменения в её структуре и организации было вызвано значительным уменьшением числа спартиатов. Архидам стал использовать в качестве гоплитов также периэков. Вместо прежнего построения армии по морам, спартанское войско стало делиться на обы.
Плутарх передаёт ряд связанных с жизнью Архидама историй. В частности, он пересказывает разговор царя с опальным афинским политиком Фукидидом, сыном Мелесия: «Однажды спартанский царь Архидам спросил его [ Фукидида ], кто искуснее в борьбе, он или Перикл. „Когда я в борьбе повалю его, — отвечал Фукидид, — то он говорит, что не упал, чрез это оказывается победителем и убеждает в этом тех, которые это видели“». Также Плутарх привёл ряд приписываемых Архидаму высказываний, достоверность которых у историков вызывает сомнения.
По одной из версий Архидам был одним из наиболее влиятельных противников возвращения другого спартанского царя Плистоанакта из изгнания. Он смог вернуться в Спарту только после смерти Архидама.

## Архидамова война

### Перед войной
Война между Спартой и Афинами назревала в течение длительного времени. Балансирование на грани могло продолжаться и далее, если бы не настойчивые требования недовольных действиями и внешней политикой Афин членов Пелопоннесского союза Коринфа и Мегары начать военные действия. Спартанцы пригласили в 432 году до н. э. на собрание, как афинян, так и своих союзников. После того, как обе стороны высказались, представители спартанских властей удалились на совещание. На нём выступил и Архидам. Спартанский царь занял в вопросе объявления войны весьма осторожную и рациональную позицию.
Архидам подчёркивал затяжной характер возможного конфликта: «Я опасаюсь, как бы эта война не осталась в наследство нашим детям». Хоть, по мнению Архидама, силы двух сторон приблизительно были равны, всё же у Афин был целый ряд преимуществ: «когда приходится иметь дело с людьми в отдаленной стране (которые к тому же опытнейшие мореходы и прекрасно обеспечены всем необходимым для войны), у которых и народ богат, и казна полна, и кораблей, конницы, оружия и людей больше, чем где-либо в Элладе, не говоря уже о множестве союзников — их данников, то можно ли начинать без подготовки войну с такой державой, да еще столь поспешно? На что нам рассчитывать? Уж не на флот ли? Но здесь мы уступаем афинянам, а если начнём строить корабли и готовить экипажи для них, на это уйдет время. Или, быть может, на денежные средства? Но денег ведь нам и так не хватает, и казна у нас пуста, а собрать частные средства будет нелегко». Одновременно Архидам не обольщался возможностью избежать войны. Он считал, что её начало следует оттянуть любыми возможными способами: «я вовсе не предлагаю закрывать глаза на ущерб нашим союзникам от афинян и отказаться от изобличения злых замыслов наших противников. Я советую только пока не браться за оружие, а сначала отправить послов с жалобами, не угрожая открыто войной, но и не проявляя готовности пойти на уступки. А тем временем самим нам следует готовиться к войне». Посольство, по мнению царя, могло добиться некоторых уступок, тем самым упрочив положение Спарты перед началом войны. Также царь предложил стратегию будущей войны. Он считал, что беззащитная перед сильным спартанским войском земля Аттики может стать тем залогом, ради которого афиняне могут принять условия Спарты. Возможно, Фукидид в речи Архидама передаёт собирательный образ всех спартанцев, которые стремились оттянуть начало войны, так как осознавали её последствия. Выступление Архидама в «Истории» Фукидида создаёт смысловую пару словам Перикла. Оба политика верно, хоть и с противоположных позиций, оценивают ситуацию. В речах Архидама и Сфенелаида можно увидеть противоречия между партиями «мира» и «войны», царями и эфорами в Спарте.
Несмотря на доводы Архидама, возобладала воинственная позиция эфора Сфенелаида. Во многом она была обусловлена ультиматумом Коринфа, который заявил, что если война не начнётся, то он выйдет из Пелопоннесского союза. Большинство членов совета проголосовали за начало военных действий. В течение года стороны были заняты подготовкой к войне. Спартанцы среди прочего отправили послов к Дельфийскому оракулу с вопросом к богу относительно того, начинать им войну или нет. Пифия ответила: «если они будут вести войну всеми силами, то победят, а сам он [Аполлон] — званый ли, незваный — будет на их стороне».

### Поход 431 годадон.э.
В 431 году до н. э. крупное войско спартанцев и союзников под командованием Архидама собралось на Коринфском перешейке. Перед началом похода Архидам отправил в Афины посла Мелесиппа. Афиняне, во многом из-за позиции Перикла, даже не выслушав спартиата, приказали ему в течение дня покинуть Аттику. Армия Архидама сначала направилась к Платеям, союзному Афинам городу в Беотии. После разграбления этой области она повернула в сторону Аттики. Вторжение началось в области пограничной крепости Энои. Здесь пелопоннессцы разбили лагерь и начали готовиться к штурму. При описании событий Фукидид использует едва ли не все синонимы для обозначения медлительности. На этом фоне в армии спартанцев начало назревать недовольство. Архидама упрекали в том, что он «вяло ведёт войну», не использует возможности быстрого натиска, питает расположение к врагу. Афиняне за это время свезли наиболее ценные вещи в пределы городских стен. Современные историки видят в таких действиях тонкий расчёт. Архидам не хотел довести врага до отчаяния разорением полей. Напротив, он стремился лишить их желания сопротивляться, способствовал возникновению мирных инициативам в среде афинского демоса.
После безуспешной осады Энои армия Архидама начала опустошать Аттику. Сначала войско направилось к Элевсину и Фриасийской равнине, после чего расположилось лагерем у Ахарн. Спартанцы опустошали Аттику, что вызывало закономерное недовольство афинян. Архидам стремился вынудить врага принять битву. Длительное пребывание армии спартанцев на территории Аттики имело и психологический эффект. Ахарны находились в непосредственной близости от Афин. Жители города, среди которых были и эвакуированные ахарняне, могли видеть с городских стен, как Архидам уничтожает их поля и дома. Они во всём винили Перикла. С большим трудом ему удалось удержать народ от необдуманных действий. Ещё до начала вторжения афинский политик, согласно Плутарху, пообещал, что если Архидам сознательно сохранит его владения от разорения, то они перейдут во владение государства. Полиэн писал, что Перикл передал свои загородные владения государству ещё до вторжения, чтобы не дать Архидаму возможности его скомпрометировать. Афинский стратег был вынужден любыми способами оттягивать проведение Народного собрания, на котором афиняне могли решиться на сражение. По мнению современных историков действия Архидама были хорошо продуманными. Разграбление полей могло вынудить афинян выйти из-за неприступных стен и начать сражение, которое они бы, с наибольшей вероятностью, проиграли; склонить к заключению мира. Также оно уменьшало авторитет и влияние Перикла. По мнению историка Э. Бледова Перикл не только понял планы спартанского царя, но своими действиями в ущерб собственной популярности смог спасти город от неминуемого поражения.
Вскоре Архидам был вынужден покинуть Аттику. По одной версии это было связано с морским походом, который на 100 кораблях с 1000 гоплитов и 400 лучниками на борту афиняне совершили к берегам Пелопоннеса. По другой, у спартанцев закончилось продовольствие.

### Поход 430 годадон.э.
На следующий год спартанская армия во главе с Архидамом вновь выступила в поход на территорию Аттики. Она, согласно Фукидиду, в течение 40 дней грабила приморские районы области. В это же время Афины вновь снарядили мощный флот и отправили его к берегам Пелопоннеса. Поход Архидама совпал с началом эпидемии чумы. Скученность населения, которое было вынуждено прятаться за городскими стенами, способствовала большому количеству жертв. Народ был озлоблен на Перикла, который, по их мнению, был виноват в том, что «загнал деревенский люд в городские стены и ни на что не употребляет такую массу народа, а спокойно смотрит, как люди, запертые подобно скоту, заражаются друг от друга, и не даёт им возможности изменить свое положение и подышать свежим воздухом».
Напуганные известиями о вызванных чумой бедствиях спартанцы решили покинуть Аттику и отправиться домой.

### Походы 429 и 428 годовдон.э.
В 429 году до н. э. войско спартанцев отправилось не в Аттику, а к Платеям. Историки объясняют такое решение эпидемией чумы в Афинах. Причин, по которым спартанцы выбрали данное направление похода, могло быть несколько. Во-первых, город имел стратегическое значение, во-вторых, являлся давним и преданным союзником Афин. Также нельзя исключать дипломатическое давление со стороны Фив, которые хотели подчинить себе всю Беотию. В этом походе прослеживается изменение спартанской тактики ведения войны. Вместо очередного разорения Аттики они напали на союзный Афинам город. В 428 году до н. э. спартанское войско под командованием Архидама вновь совершило поход в Аттику. Там солдаты опустошали поля до тех пор, пока у них самих не закончилось продовольствие. Спартанцы дважды разоряли Аттику в предыдущие годы, в связи с чем поход имел более психологический, чем экономический эффект. Ослабление Афин вследствие действий спартанцев и эпидемии чумы стало причиной митиленского восстания на Лесбосе.
В следующем 427 году до н. э. спартанское войско возглавил Клеомен, а в 426 году до н. э. — сын Архидама Агис II. Учитывая, что античные источники больше не упоминают Архидама, современные историки делают вывод, что спартанский царь умер около 427 года до н. э.

## Оценки
Говоря об Архидаме, древнегреческий историк Фукидид отмечал его славу благоразумного и рассудительного человека. Осторожность царя подтверждается тем, что его упрекали в медлительности. Историк Д. Коквелл отметил мудрость Архидама во время речи перед принятием решения о начале Пелопоннесской войны. Спартанский царь грамотно оценил баланс сил и все опасности предстоящего конфликта. В данном контексте его можно оценивать «равным Периклу» политиком. Историк Уэстлейк отметил несоответствия в переданных Фукидидом речах Архидама до и во время войны. На этом основании он считал царя «заурядным спартанцем».
Среди историков нет единого мнения в оценке действий Архидама во время войны с Афинами. Одни считают их ошибочными, другие — видят тонкий расчёт. Он стремился заставить афинян начать мирные переговоры, используя тактику усиливающегося давления. Не добившись успеха, он был вынужден начать вторжение и разграбление Аттики. Архидам надеялся, что вынудит афинян принять сражение, которое закончит войну. Лишь, идущая вразрез с традициями, тактика Перикла спасла афинян от катастрофы. Тем не менее Архидам сделал всё возможное, чтобы посеять среди афинян недовольство действиями своего политического и военного соперника, максимально ослабить не только армию, но и решимость врага продолжать военные действия. Действия спартанского царя, хоть и не достигли всех поставленных целей, вызвали политический кризис в Афинах, который в первую очередь ударил по Периклу. Историк Бледов отмечает способности Архидама адаптировать стратегию ведения военных действий в зависимости от обстоятельств. На первом этапе он стремился побудить афинян к миру. Затем Архидам делал всё возможное, чтобы вынудить их принять бой и вызвать внутриполитический кризис в Афинах. Во время последних походов он стремился показать несостоятельность Афин защитить союзников, а также способствовал антиафинским восстаниям.
Современные источники не оспаривают славу Архидама как прекрасного полководца.

### Античные источники
- Геродот. История в девяти книгах / Перевод и примечания Г. А. Стратановского, под общей редакцией С. Л. Утченко. Редактор перевода Н. А. Мещерский. — Л.: Наука, 1972.
- Диодор Сицилийский. Историческая библиотека / Перевод, статья, комментарии и указатель О. П. Цыбенко.. — М.: Лабиринт, 2000. — (Античное наследие).
- Павсаний. Описание Эллады / Перевод и примечания С. П. Кондратьева под редакцией Е. В. Никитюк. Ответственный редактор проф. Э. Д. Фролов.. — СПб.: Алетейя, 1996. — ISBN 5-89329-006-2.
- Полиэн. Стратагемы / под общей редакцией А. К. Нефёдкина. — СПб.: Евразия, 2002. — 608 с. — ISBN 5-8071-0097-2.
- Плутарх. Изречения спартанцев // Застольные беседы. — Л.: Наука, 1990.
- Плутарх. Изречения царей и полководцев // Застольные беседы. — Л.: Наука, 1990.
- Плутарх. Сравнительные жизнеописания в двух томах / Перевод С. П. Маркиша, обработка перевода для настоящего переиздания — С. С. Аверинцева, переработка комментария — М. Л. Гаспарова.. — второе. — М.: Наука, 1994.
- Фукидид. История. — М.: АСТ, Ладомир, 1999. — 736 с. — ISBN 5-86218-359-0.

### Современные исследования
- Гущин В. Р. Архидам и начало Пелопоннесской войны // Исседон — ΙΣΣΕΔΩΝ: Альманах по древней истории и культуре. — Екатеринбург: Изд-во Гуманит. ун-та, 2002. — Т. 1. — С. 53—62. — ISSN 1683-7037.
- Гущин В. Р. Афины на пути к демократии: VIII—V века до н. э.. — М.: Изд. дом Высшей школы экономики, 2021. — 456 с. — (Монографии ВШЭ: Гуманитарные науки). — 500 экз. — ISBN 978-5-7598-2220-2.
- Зайков А. В. Юрисдикция спартанских царей (к интерпретации Hdt. VI. 57. 4—5) // Античная древность и средние века. — Екатеринбург: Уральский гос. университет, 2000. — Вып. 31. — С. 5—30.
- Кулишова О. В. Глава IV. Дельфы в межгосударственных отношениях V в. до н. э. // Дельфийский оракул в системе античных межгосударственных отношений (VII–V вв. до н. э.). — СПб.: Издательский Центр «Гуманитарная Академия», 2001. — 432 с. — (Studia classica). — ISBN 5-93762-009-7.
- Кембриджская история древнего мира / Под редакцией Д.-М. Льюиса, Дж. Бордмэна, Дж.-К. Дэвиса, М. Оствальда. — М.: Ладомир, 2014. — Т. V. Пятый век до нашей эры. — ISBN 978-5-86218-519-5.
- Лурье С. Я. История Греции / Составитель, автор вступительной статьи Э. Д. Фролов. — СПб.: Издательство С.-Петербургского ун-та, 1993. — 658 с. — 800 экз. — ISBN 5-288-00645-8.
- Молодец Д. С. Спартанские полководцы Пелопоннесской войны и кризис полиса // Древность и Средневековье: вопросы истории и историографии. — Омск: Омский государственный университет им. Ф. М. Достоевского, 2016. — С. 61—65.
- Печатнова Л. Г. Политические структуры древней Спарты. Часть I. Спартанские цари. Учебно-методическое пособие по спецкурсу / Под редакцией Э. Д. Фролова. — СПб., 2006.
- Печатнова Л. Г. Спартанские цари. — М.: Эксмо, 2007. — 352 с. — ISBN 978-5-699-20501-1.
- Печатнова Л. Г. Способы отрешения от власти спартанских царей // Мнемон: Исследования и публикации по истории античного мира. — 2009. — № 8. — С. 65—102. — ISSN 1813-193X.
- Строгецкий В. М. Полис и империя в классической Греции: Учебное пособие. — Н. Новгород: НГПИ им. М. Горького, 1991. — 244 с.
- Строгецкий В. М. Афины и Спарта. Борьба за гегемонию в Греции в V в. до н. э. (478-431 гг.) / Отв. ред. Μ. М. Холод. — СПб.: Изд-во С.-Петерб. ун-та, 2008. — 291 с. — (Res Militaris). — ISBN 978-5-288-04619-3.
- Суриков И. Е. Ксантипп, отец Перикла: штрихи к политической биографии // Проблемы истории, филологии, культуры. — Москва — Магнитогорск, 2000. — Вып. 8. — С. 100—109. — ISBN 5-86781-187-5.
- Суриков И. Е. Античная Греция: политики в контексте эпохи: время расцвета демократии. — М.: Наука, 2008. — 383 с. — ISBN 978-5-02-036984-9.
- Суриков И. Е. Античная Греция: политики в контексте эпохи. На пороге нового мира. — М.: Русский фонд содействия образованию и науке, 2015. — 392 с. — ISBN 978-5-91244-140-0.
- Beekes R. Etymological Dictionary of Greek (англ.) / Edited by Alexander Lubotsky. — Leiden; Boston: BRILL, 2010. — Vol. 1. — (Leiden Indo-European Etymological Dictionary Series). — ISBN 978-90-04-17420-7.
- Bloedow E.[нем.]. Archidamus the “Intelligent” Spartan (англ.) // Klio. — 1983. — Vol. 65, no. 1—2. — P. 27—49. — doi:10.1524/klio.1983.65.12.27.
- Cawkwell G. Thucydides and the Peloponnesian War (англ.). — London; New York: Routledge, 1997. — ISBN 0-415-16430-3.
- Hodkinson S. Female Property Ownership and Status in Classical and Hellenistic Sparta // Spartan society :  [англ.] / Thomas J. Figueira; Pierre Brulé; International Sparta Seminar. — Classical Press of Wales, 2004. — P. 103—136. — ISBN 0954384571.
- Kyle, Donald G. "The Only Woman in All Greece": Kyniska, Agesilaus, Alcibiades and Olympia :  [англ.] // Journal of Sport History. — 2003. — Vol. 30, № 2. — P. 183—203. — ISSN 00941700. — JSTOR 43610326.
- Lenschau T.[нем.]. Lampito 1 // Paulys Realencyclopädie der classischen Altertumswissenschaft :  [нем.] / Georg Wissowa. — Stuttgart : J. B. Metzler’sche Verlagsbuchhandlung, 1924. — Bd. XII, 1. — Kol. 580.
- Marr J. What Did the Athenians Demand in 432 B. C.? (англ.) // Phoenix. — Classical Association of Canada, 1998. — Vol. 52, no. 1—2. — P. 120—124. — doi:10.2307/1088250. — JSTOR 1088250.
- Niese B. Archidamos 3 // Paulys Realencyclopädie der classischen Altertumswissenschaft :  [нем.] / Georg Wissowa. — Stuttgart : J. B. Metzler’sche Verlagsbuchhandlung, 1895. — Bd. II, Erste Hälfte (II, 1). — Kol. 467.
- Westlake H. D. Individuals in Thucydides (англ.). — Cambridge: Cambridge University Press, 1968. — ISBN 978-0-521-14753-8.